# Noteriades zulu
Noteriades zulu is een vliesvleugelig insect uit de familie Megachilidae. De wetenschappelijke naam van de soort is voor het eerst geldig gepubliceerd in 1919 door Strand.
De soort is alleen bekend uit Zuid-Afrika.